# Halszka Osmólska
Halszka Osmólska (15 septembre 1930 – 31 mars 2008) est une paléontologue polonaise, spécialiste des dinosaures. Elle a décrit de nombreuses espèces de sauropsides découverts dans les formations géologiques du désert de Gobi, en Mongolie,.
Le genre Halszkaraptor a été nommé en 2017 en l'honneur de Halszka Osmólska. Halszkaraptor est une nouvelle espèce de dinosaure de Mongolie que deux paléontologues, le Belge Pascal Godefroit et le Français François Escuillié, ont identifiée en 2015 à partir d'un fossile découvert quelques années plus tôt.

## Liste des genres de dinosaures créés par Halszka Osmólska
- Elmisaurus (et les Elmisauridae ) (1981),
- Hulsanpes (1982),
- Borogovia (1987),
- Bagaraatan (1996),
- Homalocephale (1974), avec Maryańska,
- Prenocephale (1974), avec Maryańska,
- Tylocephale (et les Pachycephalosauria ) (1974), avec Maryańska,
- Bagaceratops (1975),
- Barsboldia (1981), avec Maryańska et Altangerel Perle,
- Goyocephale (1982), avec Ewa Roniewicz,
- Deinocheirus (1967), d'après Roniewicz & Rinchen Barsbold,
- Gallimimus (1972) avec Kurzanov,
- Tochisaurus (1991),
- Nomingia (2000), avec plusieurs co-auteurs.